# Verdragen van Teoloyucan

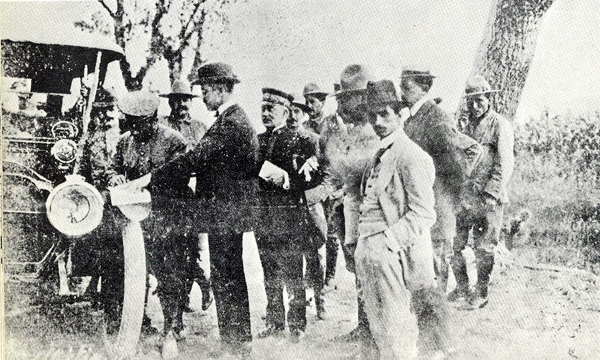
Verdragen van Teoloyucan

De verdragen van Teoloyucan waren een reeks verdragen getekend door vertegenwoordigers van de Mexicaanse regering van interim-president Francisco S. Carvajal en vertegenwoordigers van het Constitutionalistisch Leger van Venustiano Carranza tijdens de Mexicaanse Revolutie. De verdragen werden getekend op 13 augustus 1914 in Teoloyucan in de staat Mexico, even ten noorden van Mexico-Stad, en regelden de overdracht van Mexico-Stad aan de revolutionaire troepen.
Carvajal had een maand eerder dictator Victoriano Huerta opgevolgd, wiens positie na nederlagen van het federale leger tegen de revolutionairen niet meer houdbaar was. Op 9 augustus waren de constitutionalistische generaal Alfredo Robles Domínguez en de federale generaal en minister van oorlog José Refugio Velasco onderhandelingen begonnen over de overdracht van Mexico-Stad. Carvajal hoopte aldus verder bloedvergieten te besparen, en een interventie van de Verenigde Staten, die de havenstad Veracruz hadden bezet te voorkomen. Op 11 augustus reisde de federale bevelhebber Eduardo Iturbide af naar kamp van generaal Álvaro Obregón, bevelhebber van het noordoostelijke leger van de constitutionalisten, waarin in bijzijn van de ambassadeurs van Brazilië, Guatemala en het Verenigd Koninkrijk en vertegenwoordigers van de Verenigde Staten en Frankrijk de voorwaarden werden uitgestippeld. Vastgesteld werd dat het federale leger en de federale marine de wapenen zouden neerleggen en zich onder commando van Carranza zouden scharen. Federale officieren moesten zich ter beschikking van Carranza stemmen, soldaten werden van alle verplichtingen ontheven. De constitutionalisten beloofden geen represailles te nemen en de burgerbevolking met rust te laten.
De verdragen werden ondertekend door Álvaro Obregón, Lucio Blanco en Othón P. Blanco namens de constitutionalisten en Lauro Villar, Gustavo A. Salas en José Refugio Velasco namens de Mexicaanse regering. De ondertekening vond plaats op de motorkap van een auto.